# Joseph Chiabaut
Joseph Baptiste Chiabaut (ur. 26 sierpnia 1880 w Monako, zm. 23 grudnia 1969 tamże) – monakijski strzelec, olimpijczyk. Brał udział w igrzyskach w 1924 roku (Paryż). Nie zdobył żadnych medali.

## Wyniki olimpijskie
| Igrzyska | Konkurencja                      | Wynik       | Miejsce |
| -------- | -------------------------------- | ----------- | ------- |
| IO 1924  | Karabin małokalibrowy leżąc 50 m | 361 punktów | 59.     |